# آرجی کول کمپ (کنتاکی)
آرجی کول کمپ (به انگلیسی: Arjay Coal Camp) یک منطقهٔ مسکونی در ایالات متحده آمریکا است که در شهرستان بل، کنتاکی واقع شده‌است. آرجی کول کمپ ۳۱۴٫۸۶ متر بالاتر از سطح دریا واقع شده‌است.